# Masahiko Nishimura
Pour les articles homonymes, voir Nishimura.
Masahiko Nishimura (西村 雅 彦, Nishimura Masahiko), né à Toyama (Japon) le 12 décembre 1960, est un acteur japonais, également seiyū. Il est surtout connu pour ses portraits comiques.

## Biographie
Masahiko Nishimura fréquente l'université Tōyō pour étudier la photographie. Il y rencontre le scénariste et dramaturge Kōki Mitani qui aspirait à devenir acteur et qui tourne son attention vers le théâtre.

## Filmographie partielle

### Au cinéma
- 1997 : Welcome Back, Mr. McDonald (Rajio no jikan) de Kōki Mitani :
- 1997 : Princesse Mononoké
- 2009 : Nodame Cantabile
- 2009 :  Zen (禅 ZEN?)
- 2013 : Le vent se lève
- 2013 : Tokyo Kazoku de Yōji Yamada
- 2013 : Sougen no Isu de Izuru Narushima
- 2014 : Clover de Takeshi Furusawa
- 2016 : Samurai Hustle Returns de Katsuhide Motoki
- 2016 : What a wonderful family! de Yoji Yamada
- 2016 : The Magnificient Nine de Yoshihiro Nakamura

### À la télévision
- 1994 : Furuhata Ninzaburō :  (série TV) : Imaizumi Shintarō
- 1998 : Akimahende! (série TV, 11 épisodes)
- 2006 : Detective Conan: Kudo Shinichi's Written Challenge : Inspector Megure
- 2006 : Détective Conan : Lettre de défi pour Shinichi Kudô : Inspector Megure